# Cleistanthus libericus
Cleistanthus libericus là một loài thực vật có hoa trong họ Diệp hạ châu. Loài này được N.E.Br. mô tả khoa học đầu tiên năm 1905.